# Anabacerthia ruficaudata
El ticotico colirrufo (Anabacerthia ruficaudata), también denominado hojarasquero colirrufo (en Colombia), limpiafronda colirrufa (en Venezuela), limpia-follaje de cola rufa (en Perú), tico-tico rabirrufo (en Venezuela) o ticotico de cola rufa, es una especie de ave paseriforme de la familia Furnariidae, perteneciente al género Anabacerthia.  Es nativo de la cuenca amazónica y del escudo guayanés en Sudamérica.

## Distribución y hábitat
Se distribuye por el sureste de Colombia, sur y sureste de Venezuela, Guyana, Surinam, Guayana francesa y noreste de la Amazonia brasileña, y hacia el sur por el este de Ecuador, este de Perú, hasta el norte de Bolivia y hacia el este por toda la porción oeste y sur de la Amazonia brasileña.
Esta especie es considerada generalmente rara a poco común en su hábitat natural, el estrato medio y el sub-dosel de la selva húmeda tropical de regiones bajas, a menos de 900 m de altitud, principalmente de terra firme.

## Descripción
Mide entre 16 y 17 cm de longitud y pesa entre 21 y 32 g. El plumaje del dorso y las alas es verde oliva grisáceo, que contrasta con la cola rufa brillante; línea y región ocular amarillenta; mejillas oscuras; garganta blanca a crema; pecho amarillo oliváceo y vientre oliva oscuro amarillento.

## Sistemática

### Descripción original
La especie A. ruficaudata fue descrita por primera vez por los naturalistas franceses Alcide d'Orbigny y Frédéric de Lafresnaye en 1838 bajo el nombre científico Anabates ruficaudatus; su localidad tipo es: «Yuracares (probablemente en Cochabamba), Bolivia».

### Etimología
El nombre genérico femenino «Anabacerthia» resulta de una combinación de los géneros Anabates (los colaespinas) y Certhia (los agateadores). y el nombre de la especie «ruficaudata», se compone de las palabras del latín «rufus»: rufo  y «caudatus»: de cola; significando «de cola rufa».

### Taxonomía
Los estudios genéticos-moleculares de Derryberry et al. (2011), demostraron cabalmente que las especies entonces denominadas Philydor ruficaudatum y Philydor lichtensteini, estaban mucho más próximas al género Anabacerthia. La presente especie es hermana de Anabacerthia variegaticeps. Mediante la aprobación de la Propuesta N° 527 al Comité de Clasificación de Sudamérica (SACC) en 2012, fueron transferidas, cambiando sus nombres científicos para: Anabacerthia lichtensteini y A. ruficaudata.
Las subespecies intergradan extensivamente; las poblaciones del sureste de Colombia son incluidas en flavipectus pero pueden ser cruzamientos entre aquella y subflavescens; las poblaciones de las Guayanas y del noreste de Brasil aparentemente son cruzamientos entre flavipectus y la nominal, y las del sureste de Perú entre subflavescens y la nominal. Un análisis cuantitativo, con muestreo más amplio, podría revelar que todas las variaciones son clinales y que no merecería ningún reconocimiento de subespecie.

### Subespecies
Según las clasificaciones del Congreso Ornitológico Internacional (IOC) y Aves del Mundo (tentativamente) se reconocen tres subespecies, con su correspondiente distribución geográfica:
- Anabacerthia ruficaudata flavipectus Phelps, Sr & Gilliard, 1941 – sureste de Colombia (al sur desde el oeste de Meta y Vaupés), sureste de Venezuela (al sur desde el centro de Amazonas y noroeste de Bolívar), las Guayanas y noreste de Brasil (Roraima, Amapá).
- Anabacerthia ruficaudata subflavescens Cabanis, 1873 – este de Ecuador (muy localmente, cerca de los Andes) y este de Perú.
- Anabacerthia ruficaudata ruficaudata (d’Orbigny & Lafresnaye, 1838) – las Guayanas, Amazonia brasileña (Amazonas hacia el este hasta el norte de Maranhão), sureste de Perú (este de Ucayali) y norte de Bolivia (al sur hasta Cochabamba y noreste de Beni).

La clasificación Clements Checklist v.2018, no lista la subespecie subflavescens.